# Calumma gallus
Calumma gallus är en ödleart som beskrevs av  Albert Günther 1877. Calumma gallus ingår i släktet Calumma och familjen kameleonter. IUCN kategoriserar arten globalt som starkt hotad. Inga underarter finns listade i Catalogue of Life.

## Utbredning och habitat
Arten förekommer i östra Madagaskar i flera områden, bland annat Ambavaniasy, Ampasimbe, Andekaleka, Betampona, Ile aux Prunes, Karianga, Lokomby, Mahanoro, Manombo, Vohidrazana och Zahamena. Kameleontens utbredningsområde uppskattas till 3,909 km² och förekommer på höjder från havsnivå upp till 600 meter över havet. Dess habitat är låglänt regnskog och viss degenererad skog.